# ブリヂストン・アビオス
ブリヂストン・アビオス（BRIDGESTONE abios）はブリヂストンサイクルから販売されていた自転車である。クロスバイクに似た造りであるが、より乗りやすさを重視した設計であり、狭義のクロスバイクとは多少異なる。

## 概要
キャッチコピーは「それは、日本と調和する自転車です。」。30～50代のシニア世代を主要購買層として想定した自転車とされている。そのため、あまり自転車に乗り慣れていない人でもスポーティな走行ができるように設計されている。乗り心地と加速を重視したオンロード車であり、特に停車と発進を繰り返す市街地に適する。
クロスバイクとシティサイクルの中間的車種と見ることもできるが、同社後発のマリポーサやプレスティーノなどに比べれば一般的なクロスバイクに近い。
2004年に登場し、以後毎年マイナーチェンジを繰り返してきたが、2009年には目立った改良がなく、2010年のカタログからは削除されている。街乗り重視の初心者向けスポーツサイクルというコンセプトは、同社のオルディナに継承されている。

## 特徴
- 専用のアルミ製ステップスルー型フレーム。日本人の体格に合わせて設計されたとされる。重心を低くするためボトムブラケットが低くなっており、バンクを取る際にペダルを路面に擦りやすい。サイズは420mmと480mmの2種類が用意されている(B8を除く)。
- 加速性能重視の26インチHEタイヤ。敏捷な加速が可能だが、一般的な700cサイズのクロスバイクに比べ高速走行性能は劣る。初期は1.0インチ幅だったが、徐々に1.25インチへとシフトした（後述）。
- 2007年モデルより、各車種にオリジナル2wayサドルバッグが標準添付されている。
- 2008年モデルよりBAAに対応し、プレイヤーとツアラーにも前照灯が追加された（バッテリー式コンパクトライト）。SB8はB8に引き続きハブダイナモ式のオートライトを装備する。

## 車種
- プレイヤー(Player)

初心者向けのエントリーモデル。低速では軽快だが、巡航性能はやや劣る。前輪にのみクイックリリースハブを備える。変速機は2004年モデルが8段、2005年モデルが21段、2006年モデル以降が14段。タイヤ幅は2004年モデルのみ1.0インチで、2005年モデル以降は1.25インチ。ハンドルステムに角度調節機構を持ち、乗り慣れるにしたがって前傾姿勢を取れるようになっている。またハンドルバーは2007年までセミフラットだったが、2008年よりフラットに変更されている。
- ツアラー(Tourer)

エアロホイールやブルホーンハンドルなどを装備し、巡航性能を重視したモデル。前後輪にクイックリリースハブを備える。変速機は16段。タイヤ幅は2005年モデルまで1.0インチだったが、2006年モデルでは他と同じく1.25インチとなった。
- B8

2005年より追加された、漕ぎやすさ重視のベルト駆動モデル。変速機は内装8段でメンテナンス不要。ハブダイナモ式のオートライトを備えるため、クイックリリースハブはない。タイヤ幅は1.25インチで、チューブは英式バルブ。フレームサイズは450mmのみ。SB8の登場により廃止。
- SB8

2008年に登場したB8の後継モデル。駆動用ベルトがスポーツタイプに変更されている。